# 우타맵
우타맵(うたまっぷ 우타맛푸[*])는 유한회사 인터라이즈가 운영하는 가사 검색 서비스이다.

## 개요
우타맵에서는 가사를 무료로 검색할 수 있다. 가사는 JASRAC 등에서 허가를 얻고 있으며 어도비 플래시로 표시하기에 복사나 인쇄를 할 수 없다(개설 당시에는 가능했었다). 또, 가수의 노래만이 아닌 자작 가사도 올릴 수 있다.

## 연혁
- 2001년 개설